# Dermot Walsh
Pour les articles homonymes, voir Walsh.
Dermot Walsh est un acteur britannique, né le 10 septembre 1924 à Dublin (Irlande), et décédé le 26 juin 2002 à Tunbridge Wells (Royaume-Uni).

## Filmographie
- 1946 : La Perle noire (Bedelia) : Jim (le chauffeur du docteur)
- 1947 : The Mark of Cain : Jerome Thorn
- 1947 : Hungry Hill : Wild Johnnie
- 1947 : Jassy : Barney Hatton
- 1948 : My Sister and I : Graham Forbes
- 1948 : Third Time Lucky : Lucky
- 1948 : To the Public Danger : Captain Cole
- 1950 : Torment : Cliff Brandon
- 1952 : The Floating Dutchman : Alexander James
- 1952 : The Straw Man : Mal Farris
- 1952 : The Frightened Man : Julius Roselli
- 1952 : Ghost Ship : Guy Thornton
- 1953 : The Blue Parrot : Bob Herrick
- 1953 : Counterspy : Manning
- 1954 : Night of the Silvery Moon : Robby
- 1956 : The Hideout : Steve Curry
- 1956 : Bond of Fear : John Sewell
- 1957 : Chain of Events : Quinn
- 1957 : At the Stroke of Nine : MacDonnell
- 1957 : The Gentle Killers (série TV) : Paul Donaldson
- 1958 : A Woman of Mystery : Ray Savage
- 1958 : Sea Fury : Kelso
- 1958 : Les Diables du désert (Sea of Sand)
- 1959 : Crash Drive : Dr Marshall
- 1959 : Make Mine a Million : Martin Russell
- 1959 : The Witness : Richard Brinton
- 1959 : L'Impasse aux violences (The Flesh and the Fiends) : Dr Geoffrey Mitchell
- 1959 : La Charge du 7ème lanciers (The Bandit of Zhobe) : cap. Saunders
- 1959 : The Crowning Touch : Aubrey Drake
- 1960 : Un compte à régler (The Challenge) de John Gilling : Detective Sergeant Willis
- 1960 : Shoot to Kill : Mike Roberts
- 1960 : The Tell-Tale Heart : Carl Loomis
- 1961 : La Malle sanglante : Henry Maitland
- 1961 : Tarnished Heroes : maj. Roy Bell
- 1961 : The Breaking Point : Robert Wade
- 1961 : Out of the Shadow : prof. Taylor
- 1962 : The Switch : inspecteur Tomlinson
- 1962 : Emergency : John Bell
- 1962 : The Cool Mikado : Elmer
- 1962 : Richard Cœur de Lion (Richard the Lionheart) (série TV) : Richard Cœur de Lion
- 1963 : Echo of Diana
- 1966 : Infamous Conduct : Dr Anthony Searle
- 1969 : Journey to the Unknown (TV) : Ken Talbot (épisode Matakitas Is Coming)
- 1983 : La Dépravée (The Wicked Lady) : Lord Marwood
- 1993 : The Princess and the Cobbler : Brigand (voix)